# Reichenberg (Baviera)
Reichenberg è un comune-mercato della Germania, situato nel land della Baviera.